# Guaranita auadae
Guaranita auadae (лат.) — вид пауков рода Guaranita из семейства пауки-сенокосцев (Pholcidae). Эндемики Аргентины. Назван в честь аргентинской социальной активистки Ángela Auad из организации Матери площади Мая, похищенной в период военной диктатуры и убитой в 1977 году.

## Описание
Мелкие пауки, длина тела (без ног) около 1 мм. Длина передней ноги 2 мм. Просома и ноги охристо-желтые, ноги без более темных колец; брюшко охристо-серое с нечеткими внутренними отметинами. От известных сородичей отличается формой дорсального щитка на прокурсусе (дистально узкий и изогнутый), более широким дистальным бульбальным склеритом (подобный только у G. goloboffi), относительно коротким пальпальным бедром самца (длина/ширина 1,9; у других видов 2,1—2,6) и внутренними гениталиями самки (срединная структура прямоугольная, похожа на G. goloboffi, но меньше).